# Stan Lauryssens
Stan Lauryssens (Antwerpen, 14 oktober 1946) is een Vlaams vervalser en auteur.
In het begin van de jaren zeventig werkte Stan Lauryssens als stadsredacteur bij De Nieuwe Gazet. Daarna reisde hij als freelance-journalist de wereld rond en interviewde vele bekende personen. Vanaf de jaren zeventig publiceerde Stan Lauryssens verschillende boeken. Na een verblijf in Barcelona vestigde hij zich in Londen. Hij schrijft in het Nederlands en in het Engels.
In Spanje woonde Lauryssens naast Salvador Dalí. Naar aanleiding van zijn ontmoetingen met de schilder schreef hij Dalí en ik, een boek dat ook als serie verscheen in The Mail on Sunday. Plannen voor een verfilming zijn tot op heden niet gerealiseerd.
In het Engels schreef Stan Lauryssens onder meer The Man Who Invented the Third Reich. Dit boek over Arthur Moeller van den Bruck verscheen in verschillende landen.
In 2001 verscheen Mijn heerlijke nieuwe wereld – Leven en liefdes van Maria Nys Huxley, over de Vlaamse echtgenote van Aldous Huxley. Ook dit boek werd bewerkt tot een serie in The Mail on Sunday.
Zijn boek Schoenaerts leidde bij het verschijnen in 2014 tot een kort geding door de nabestaanden van Julien Schoenaerts, die stelden dat het werk ten onrechte als biografisch werd voorgesteld en de nabestaanden op een misleidende manier citeert. Een aantal van Schoenaerts' collega's trad hen hierin bij. De rechter volgde de eis van de nabestaanden en het boek kreeg in de handel een sticker opgeplakt die het fictieve karakter van de inhoud benadrukte.
Voor zijn thrillerdebuut Zwarte sneeuw, de eerste in een reeks moordromans over de moordbrigade van de Antwerpse politie, kreeg Lauryssens in 2002 de Hercule Poirotprijs.
Lauryssens speelt een bijrol als zichzelf in de documentaire Being Poirot uit 2013.
Stan Lauryssens heeft twee kinderen.